# Tim McCormick
Timothy "Tim" Daniel McCormick (Detroit, Míchigan, 10 de marzo de 1962) es un exjugador de baloncesto estadounidense que disputó 8 temporadas en la NBA. Con 2,11 metros de estatura, jugaba en la posición de pívot.

## Trayectoria deportiva

### Universidad
Tras participar en su época de high school el prestigioso McDonald's All American, jugó durante tres temporadas con los Wolverines de la Universidad de Míchigan, en las que promedió 9,9 puntos y 5,3 rebotes por partido. En 1984 consiguió junto con su equipo ganar el NIT, siendo elegido además como mejor jugador del torneo.

### Profesional
Fue elegido en la decimosegunda posición del Draft de la NBA de 1984 por Cleveland Cavaliers, pero tras un acuerdo entre tres equipos acabó vistiendo la camiseta de los Seattle Supersonics, en un traspaso en el que se vieron involucrados también Mel Turpin, Cliff Robinson, Ricky Sobers y Gus Williams. Con los Sonics jugó dos temporadas, destacando la primera, en la que acabó promediando 9,3 puntos y 5,1 rebotes por partido.
Antes del comienzo de la temporada 1986-87 fue traspasado a Philadelphia 76ers junto con Danny Vranes a cambio de Clemon Johnson y una primera ronda del draft del 89 (que acabaría siendo Shawn Kemp). En los Sixers se hizo con el puesto de pívot titular, completando su mejor temporada como profesional, tras promediar 12,8 puntos y 7,5 rebotes, siendo un buen complemento a Charles Barkley cerca del aro. Mediada la temporada siguiente fue de nuevo traspasado, esta vez a New Jersey Nets, junto con Roy Hinson y una futura ronda del draft a cambio de Ben Coleman y Mike Gminski, donde terminó la temporada con unos buenos números y jugando de titular, lo que no impidieron que al año siguiente se viera de nuevo envuelto en otro traspaso múltiple, el que llevaría al propio McCormick junto con Tony Brown, Frank Johnson y Lorenzo Romar a Houston Rockets a cambio de Joe Barry Carroll y Lester Conner.
En los Rockets su función varió totalmente, ya que pasó de titular a dar minutos de descanso a Hakeem Olajuwon, la estrella del equipo, y sus estadísticas lo notaron, promediando el primer año 5,2 puntos y 3,2 rebotes por noche. Y su segunda temporada en el equipo tejano fue peor aún, ya que únicamente participó en 18 de los partidos de la fase regular. Al año siguiente fue traspasado a Atlanta Hawks junto con John Lucas y una futura primera ronda del draft a cambio de Kenny Smith y Roy Marble, donde ganó minutos de juego, pero que no bastaron para verse de nuevo traspasado al año siguiente a New York Knicks a cambio de Maurice Cheeks.
En Nueva York jugaría la que sería su última temporada como profesional, con una presencia casi testimonial en los partidos. En el total de su carrera promedió 8,3 puntos y 4,9 rebotes por partido.

## Estadísticas de su carrera en la NBA

### Temporada regular
| Temp.   | Edad | Equipo       | Liga | P   | TIT | MIN  | TC  | TCA  | %TC  | 3P  | 3PA | %3P  | TL  | TLA | %TL  | R.OF. | R.DEF. | REB | ASIS | ROB | TAP | PER | FP  | PTS  |
| 1984-85 | 22   | Seattle      | NBA  | 78  | 27  | 20.3 | 3.4 | 6.2  | .557 | 0.0 | 0.0 | .000 | 2.4 | 3.4 | .715 | 1.9   | 3.2    | 5.1 | 1.0  | 0.2 | 0.4 | 1.5 | 2.7 | 9.3  |
| 1985-86 | 23   | Seattle      | NBA  | 77  | 42  | 22.1 | 3.3 | 5.8  | .570 | 0.0 | 0.0 | .500 | 2.3 | 3.2 | .713 | 1.8   | 3.4    | 5.2 | 1.1  | 0.2 | 0.4 | 1.4 | 2.8 | 8.8  |
| 1986-87 | 24   | Philadelphia | NBA  | 81  | 79  | 34.8 | 4.8 | 8.9  | .545 | 0.0 | 0.0 | .000 | 3.1 | 4.3 | .719 | 2.2   | 5.3    | 7.5 | 1.4  | 0.4 | 0.8 | 1.9 | 3.3 | 12.8 |
| 1987-88 | 25   | TOTAL        | NBA  | 70  | 55  | 30.2 | 5.0 | 9.3  | .537 | 0.0 | 0.0 | .000 | 2.1 | 3.1 | .674 | 2.1   | 4.6    | 6.7 | 1.7  | 0.5 | 0.3 | 1.6 | 3.3 | 12.0 |
| 1987-88 | 25   | Philadelphia | NBA  | 23  | 17  | 26.1 | 3.1 | 6.0  | .514 | 0.0 | 0.0 |      | 1.6 | 2.3 | .698 | 2.1   | 4.1    | 6.3 | 1.1  | 0.6 | 0.3 | 1.5 | 3.3 | 7.8  |
| 1987-88 | 25   | New Jersey   | NBA  | 47  | 38  | 32.2 | 5.9 | 10.9 | .543 | 0.0 | 0.0 | .000 | 2.3 | 3.4 | .667 | 2.1   | 4.8    | 6.9 | 2.0  | 0.4 | 0.3 | 1.6 | 3.4 | 14.1 |
| 1988-89 | 26   | Houston      | NBA  | 81  | 0   | 15.5 | 2.1 | 4.3  | .481 | 0.0 | 0.0 | .000 | 1.1 | 1.6 | .674 | 1.1   | 2.1    | 3.2 | 0.7  | 0.2 | 0.3 | 0.8 | 2.4 | 5.2  |
| 1989-90 | 27   | Houston      | NBA  | 18  | 0   | 6.4  | 0.6 | 1.6  | .345 | 0.0 | 0.0 |      | 0.6 | 1.1 | .526 | 0.4   | 1.1    | 1.5 | 0.2  | 0.2 | 0.1 | 0.6 | 1.3 | 1.7  |
| 1990-91 | 28   | Atlanta      | NBA  | 56  | 7   | 12.3 | 1.7 | 3.3  | .497 | 0.0 | 0.1 | .000 | 1.2 | 1.6 | .733 | 1.0   | 1.9    | 2.9 | 0.6  | 0.2 | 0.3 | 0.8 | 1.6 | 4.5  |
| 1991-92 | 29   | New York     | NBA  | 22  | 0   | 4.9  | 0.6 | 1.5  | .424 | 0.0 | 0.0 |      | 0.6 | 1.0 | .667 | 0.6   | 0.9    | 1.5 | 0.4  | 0.1 | 0.0 | 0.4 | 0.8 | 1.9  |
| Total   |      |              | NBA  | 483 | 210 | 21.5 | 3.2 | 6.0  | .535 | 0.0 | 0.0 | .063 | 1.9 | 2.8 | .703 | 1.6   | 3.3    | 4.9 | 1.0  | 0.3 | 0.4 | 1.3 | 2.6 | 8.3  |

### Playoffs
| Temp.   | Edad | Equipo       | Liga | P  | MIN | TCA | TC | 3PA | 3P | TLA | TL | R.OF. | REB | ASIS | ROB | TAP | PER | FP | PTS | %TC  | %3P  | %FT   | MIN  | PTS | REB | AST |
| 1986-87 | 24   | Philadelphia | NBA  | 5  | 121 | 12  | 24 | 0   | 0  | 4   | 4  | 7     | 31  | 6    | 1   | 2   | 7   | 19 | 28  | .500 |      | 1.000 | 24.2 | 5.6 | 6.2 | 1.2 |
| 1988-89 | 26   | Houston      | NBA  | 4  | 53  | 7   | 13 | 0   | 1  | 8   | 9  | 2     | 13  | 0    | 3   | 2   | 0   | 9  | 22  | .538 | .000 | .889  | 13.3 | 5.5 | 3.3 | 0.0 |
| 1989-90 | 27   | Houston      | NBA  | 3  | 21  | 1   | 3  | 0   | 0  | 1   | 2  | 1     | 8   | 0    | 0   | 0   | 0   | 5  | 3   | .333 |      | .500  | 7.0  | 1.0 | 2.7 | 0.0 |
| 1990-91 | 28   | Atlanta      | NBA  | 2  | 13  | 2   | 7  | 0   | 0  | 2   | 3  | 1     | 2   | 0    | 0   | 0   | 0   | 1  | 6   | .286 |      | .667  | 6.5  | 3.0 | 1.0 | 0.0 |
| 1991-92 | 29   | New York     | NBA  | 1  | 6   | 0   | 2  | 0   | 0  | 0   | 0  | 0     | 3   | 0    | 0   | 0   | 0   | 1  | 0   | .000 |      |       | 6.0  | 0.0 | 3.0 | 0.0 |
| Total   |      |              | NBA  | 15 | 214 | 22  | 49 | 0   | 1  | 15  | 18 | 11    | 57  | 6    | 4   | 4   | 7   | 35 | 59  | .449 | .000 | .833  | 14.3 | 3.9 | 3.8 | 0.4 |